# 조용직
조용직(趙容直, 1940년 12월 11일~)은 대한민국의 정치인이다. 제12·14대 국회의원을 지냈다. 황해도 연백군 출신이다. 종교는 불교다.

## 학력
- 용산중학교 졸업
- 용산고등학교 졸업
- 서울대학교 사회학과 졸업
- 서울대학교 신문대학원 2년수료
- 한양대학교 행정대학원 사회복지학과 졸업

### 비학위 수료
- 서울대학교 행정대학원 국가정책과정 수료(21기)
- 서울대학교 경영대학교 AMP과정 수료(35기)
- 고려대 국제대학원 최고과정 수료(6기)
- 미 존스 홉킨스대 특별과정 수료

## 경력
- 한양화학 판매 개발담당
- 국민의료보험관리공단 이사장
- 삼영화학그룹 부회
- 민주공화당 공채1기
- 한국국민당 사무차장
- 신민주공화당 대변인 및 당무위원
- 자유민주연합 당무위원
- 대한민국헌정회 홍보편찬위원회 편집위원
- 재단법인 운정재단 부이사장
- 민족중흥회 부회장

## 역대 선거 결과
|  | 13.3% |

|  | 9.2% |

|  | 38.5% |